# Villa di Cicerone
La villa di Cicerone è una villa suburbana di epoca romana dell'antica Pompei; è ubicata fuori le mura cittadine, nei pressi di porta Ercolano degli scavi archeologici di Pompei, nell'agro pompeiano.

## Storia
La villa venne costruita nel II secolo a.C. e fu oggetto di lavori di ampliamento nel secolo successivo, quando con molta probabilità si edificò la parte degradante verso il mare per aumentarne l'esposizione panoramica. Venne ristrutturata a seguito del terremoto del 62, per poi essere sepolta sotto una coltre di materiale piroclastico durante l'eruzione del Vesuvio del 79.
Fu scoperta il 1º giugno 1748, data in cui sono accertati i primi ritrovamenti nel Pompeianarum Antiquitatum Historia, risultando uno dei primi edifici dell'antica Pompei ad essere riportato alla luce: le indagini, che interessarono principalmente tre ambienti, durarono fino al 19 aprile 1749 per poi interrompersi a causa di esalazioni tossiche. Gli scavi ripresero tra il 1763 e il 1764, anno in cui la villa venne visitata da Johann Joachim Winckelmann, il quale assistette anche al ritrovamento di un mosaico e ipotizzò che nella villa avesse trovato la morte il figlio dell'imperatore Claudio, Claudio Druso, soffocato da una pera mentre stava giocando; anche se con lunghe interruzioni, le indagini durarono fino al 1778, quando, spogliata di tutte le decorazioni, fu nuovamente sepolta e il terreno nella quale sorgeva, preso in affitto, restituito ai proprietari, ossia ai padri celestini.

## Descrizione
La prima volta in cui compare il nome di villa di Cicerone risale al 1811, nel libro Viaggio da Pompei a Pesto e di ritorno ad Ercolano, scritto dall'abate Domenico Romanelli, il quale attribuì la villa a Cicerone, basandosi sulle descrizioni dell'oratore: è risaputo infatti che Marco Tullio Cicerone acquistò una villa a Pompei, nella quale soggiornò tra il 60 e il 56 a.C., considerandola una delle sue preferite: tuttavia al suo interno non è stato ritrovato alcun reperto che sia legato alla figura di Cicerone. La proprietà viene talvolta attribuita, al console Marco Crasso Frugi, proprietario di un complesso termale, presumibilmente ubicato fuori Pompei, nei pressi di Oplonti, oppure identificabile con le terme Suburbane; tale ipotesi deriva da una targa in marmo, ritrovata all'interno nella villa, sulla quale era riportato il nome del console, fatto uccidere da Nerone: poiché tutti i beni passarono all'imperatore, la targa, posta fuori le terme come segnaletica, persa la sua funzione, venne divelta dal suo luogo originario e riutilizzata all'interno della villa. Anche questa tuttavia resta un'ipotesi, non fondata su alcuna evidenza.

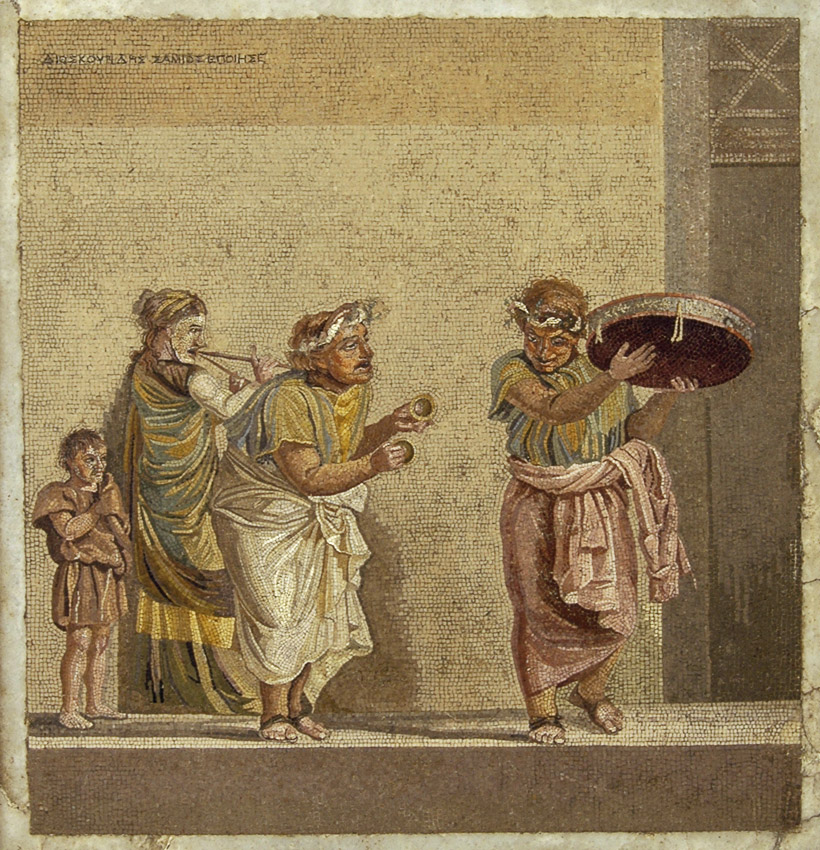
Mosaico dei Musici ambulanti

La villa è interrata: gli unici elementi visibili sono un tratto di strada basolata che dalla via principale conduce all'ingresso, caratterizzato da due muretti di forma circolare, alti tra i 60 e i 90 centimetri, i quali al momento del loro ritrovamento avevano ancora tracce di pittura e che forse venivano utilizzati come contenitori per piante, mentre è da escludere che potessero essere delle fontane per via della mancanza di condutture idriche al loro interno; sono visibili inoltre, lungo il bordo della strada, otto tabernae, sempre appartenenti alla villa, comunicanti tra loro, forse unite tramite arcate, di cui quella all'estrema sinistra era una caupona. Al momento dello scavo, nelle vicinanze dell'ingresso, fu rinvenuta una cisterna per la raccolta delle acque piovane. L'unico disegno della planimetria della villa venne redatto da Francesco La Vega: si tratta di una struttura a più piani che degrada verso il mare lungo un pendio; si ipotizza che un piano fosse composto da un cortile aperto dal quale partiva un corridoio che giungeva a un atrio a sei colonne con vasca in marmo e una piccola stanza, forse un larario. Seguiva un peristilio contornato da numerosi ambienti, nei quali al momento dello scavo furono ritrovati resti di mobilio, confermando che la villa era abitata al momento dell'eruzione. Doveva esistere una stanza panoramica con portico su tre lati che si affacciava sul mare, un oecus e due ambienti all'interno dei quali vennero ritrovati dei mosaici pavimentali. Un altro piano, con un criptoportico, fu solo parzialmente esplorato, mentre nel 1813 venne ritrovata la zona produttiva della villa con anfore e una vasca.
Nonostante quindi l'architettura della villa resti alquanto lacunosa, da essa furono recuperati un gran numero di opere d'arte, staccate dalla loro collocazione originaria e conservati per lo più al Museo archeologico nazionale di Napoli. Da due ambienti provengono altrettanti emblemata: si tratta di due mosaici in opus vermiculatum, fissati su un supporto di calcare al momento della loro produzione e in un poi posizionati nella loro collocazione definitiva sul pavimento; entrambi realizzati da Dioscoride di Samo sono i Musici ambulanti e la Consultazione della fattucchiera, che pur non avendo un immediato successo, furono poi valorizzati durante il corso del XIX secolo. Dalla villa provengono con molta probabilità anche una serie di maschere in gesso: queste potevano essere utilizzate o come modelli per la produzione di maschere in alto materiale oppure per puro elemento decorativo in quanto conservano tracce di pittura rossa.
Grazie anche alla pubblicazione di libri come Pitture antiche di Ercolano e ai volumi I e III di Antichità di Ercolano particolare fortuna ebbero gli affreschi, esaltati in tutta Europa, come ad esempio scriveva Johann Joachim Winckelmann:
(Johann Joachim Winckelmann, Lettera al conte di Brühl)

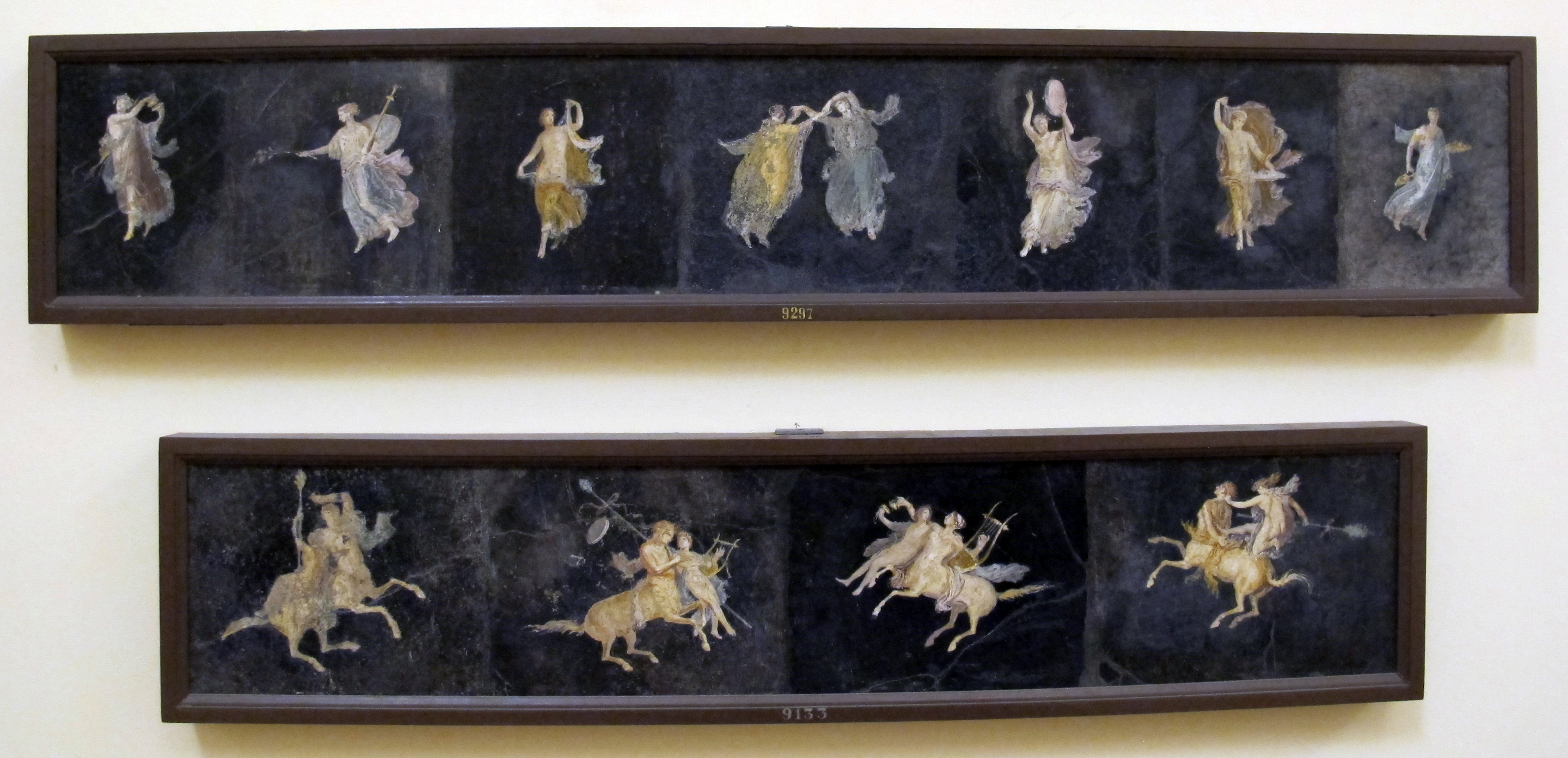
Danzatrici e Centauri e Centauresse

Le pitture della villa influenzarono il gusto neoclassico in voga tra la fine del XVIII e l'inizio del XIX secolo, risultando tra gli esempi più copiati di pittura pompeiana come dimostrato dalle riproduzioni su piatti di porcellana della Real Fabbrica di Capodimonte, sui mobili di villa Favorita a Resina, ma anche nelle decorazioni pittoriche della cosiddetta stanza pompeiana nel castello di Ludwigsburg, del castello di Wörlitz, del soffitto dell'Orangerie di Neustrelitz e del castello di Charlottenhof; furono anche replicate in tableaux vivants da Emma Hamilton.
Gli affreschi, principalmente in terzo stile, vennero staccati dalla loro collocazione originale, tant'è che risultò poi difficile risalire alla loro disposizione all'interno della villa, e riproducono perlopiù figure mitologiche come Sileni, Centauri e Centauresse, Danzatrici ma anche elementi architettonici e decorativi come Candelabri. Alcune pitture andarono perse, come ad esempio, nel 1813, quelle di un larario, distrutte da un carretto mentre veniva utilizzato per portare via il materiale di risulta degli scavi.